# Духович Прокіп Омелянович
Духо́вич Прокі́п Омеля́нович («Дар», «Іван», «Мар'ян», «Маріян», «Петро», «25», «254», «123-Б», «132-Б», «Ч-2», «2-2», «1/1»; 21.07.1920, с. Крилос, Галицький район, Івано-Франківська область — 18.11.1950, в лісі біля с. Бережниця, Калуський район, Івано-Франківська область) — лицар Срібного хреста заслуги УПА та Бронзового хреста заслуги УПА.

## Життєпис
Освіта — середня: закінчив Станіславську гімназію, відтак торгівельну школу у м. Станіславів. Працював книговодом в Союзі кооперативів у Галичі (1941), а відтак головним бухгалтером. Член ОУН із 1938 р. Співробітник референтури СБ з 1943 р. Референт СБ (за ін. даними — слідчий СБ) надрайонного проводу ОУН (1944—1945), заступник коменданта СБ Калуського окружного проводу ОУН (1945), субреферент з агентурної роботи СБ Станіславського окружного проводу ОУН (1945-07.1946), референт СБ Станіславського надрайонного (07.1946-08.1948), Калуського окружного (08.1948-11.1950) проводів ОУН. Загинув у сутичці з оперативно-військовою групою в лісовому масиві ур. Глибокий потік. Поручник СБ (16.08.1948).

## Нагороди
- Згідно з Постановою УГВР від 20.10.1951 р. і Наказом Головного військового штабу УПА 2/51 від 20.10.1951 р. референт СБ Калуського окружного проводу ОУН Прокіп Духович — «Мар'ян» нагороджений Срібним хрестом заслуги УПА.[1]
- Згідно з Наказом Головного військового штабу УПА ч. 2/48 від 2.09.1948 р. референт СБ Калуського окружного проводу ОУН Прокіп Духович — «Дар» нагороджений Бронзовим хрестом заслуги УПА.[2]

## Вшанування пам'яті
- 1.12.2017 р. від імені Координаційної ради з вшанування пам'яті нагороджених Лицарів ОУН і УПА у м. Галич Івано-Франківської обл. Срібний хрест заслуги УПА (№ 025) та Бронзовим хрестом заслуги УПА (№ 034) передані Марії Духович, племінниці Прокопа Духовича — «Дара»-«Мар'яна».